# NGC 4372
NGC 4372 (také známá jako Caldwell 108) je kulová hvězdokupa vzdálená 18 900 světelných let v souhvězdí Mouchy o hodnotě magnitudy 7,8. Objevil ji skotský astronom James Dunlop 30. dubna 1826
při svém pobytu v Parramatta v Novém Jižním Walesu v Austrálii. 

## Pozorování
Na obloze se nachází v jižní části souhvězdí, 45' jihozápadně od hvězdy γ Muscae s magnitudou 3,8, těsně vedle hvězdy s magnitudou 6,6. Je to nevýrazný objekt a přesto, že má celkovou magnitudu 7,8, je obtížné ji spatřit triedrem, zatímco větší dalekohled ji rozloží na jednotlivé hvězdy. 3 stupně severovýchodním směrem se nachází další kulová hvězdokupa NGC 4833. Na širokoúhlých fotografiích s dlouhou expozicí se ukazuje temná mlhovina s anglickým názvem Dark Doodad Nebula, která začíná západně od NGC 4372, pokračuje severovýchodním směrem v délce skoro 3 stupně a kolem γ Muscae se mírně prohýbá.

## Vlastnosti
NGC 4372 patří při své třídě koncentrace XII mezi nejméně zhuštěné kulové hvězdokupy. Větší dalekohled ji rozloží na jednotlivé hvězdy a na fotografiích s dlouhou expozicí vypadá spíše jako velmi zhuštěná otevřená hvězdokupa než jako opravdová kulová hvězdokupa. Její nejjasnější hvězdy jsou 12. magnitudy. Uvnitř hvězdokupy byla nalezena dvacítka proměnných hvězd, z nichž 8 je typu SX Phoenicis (podobné typu Delta Scuti, ale s nízkou metalicitou), zatímco dalších 8 jsou zákrytové a spektroskopické proměnné. Úplně chybí hvězdy typu RR Lyrae, což potvrzuje nízkou metalicitu hvězdokupy - její hvězdy obsahují pouze 20 % koncentrace železa ve Slunci. Metalicita hvězdokupy -2,17 je podprůměrná, odhadované stáří je 12,54 miliard let
a hmotnost 3,3 × 105 {\displaystyle M_{\odot }}